# Parafia Matki Bożej Królowej Świata i św. Marcina w Gałązczycach
Parafia Matki Bożej Królowej Świata i św. Marcina – rzymskokatolicka parafia w Gałązczycach. Parafia należy do dekanatu Grodków w diecezji opolskiej.

## Historia parafii
Parafia powstała w XVII wieku. Obsługuj ją księża diecezjalni. Proboszczem parafii jest ksiądz Dariusz Świerc.

## Liczebność i zasięg parafii
Parafię zamieszkuje 990 mieszkańców, zasięgiem duszpasterskim obejmuje ona miejscowości:
- Gałązczyce,
- Mikołajowa,
- Rożnów,
- Sulisław,
- Wierzbna.

## Inne kościoły i kaplice
- Kościół św. Maksymiliana Marii Kolbe w Rożnowie - kościół filialny

### Szkoły i przedszkola
- Publiczna Szkoła Podstawowa w Gałązczycach

## Duszpasterze

### Proboszczowie po 1945 roku
- ks. Józef Basista,
- ks. Stefan Kumor - misjonarz Zgromadzenia Księży Misjonarzy Wincentego à Paulo - CM,
- ks. Ryszard Podsiadło,
- ks. Marek Lewandowski,
- ks. Aleksander Janecki.[2]